# Patty Murray
Patricia Lynn "Patty" Murray (de soltera Johns) (Bothell, 11 de octubre de 1950) es una política estadounidense perteneciente al Partido Demócrata y actual senadora sénior por el Estado de Washington. Murray fue elegida por primera vez en 1992, con lo que se convirtió en la primera mujer en ser senadora de este Estado. Desde entonces, ha sido reelegida cinco veces: en 1998, 2004, 2010, 2016 y 2022. Ha ocupado varios cargos importantes en el Senado. En la actualidad preside la comisión de presupuesto y anteriormente copresidió el comité de reducción del déficit.